# 八重垣神社

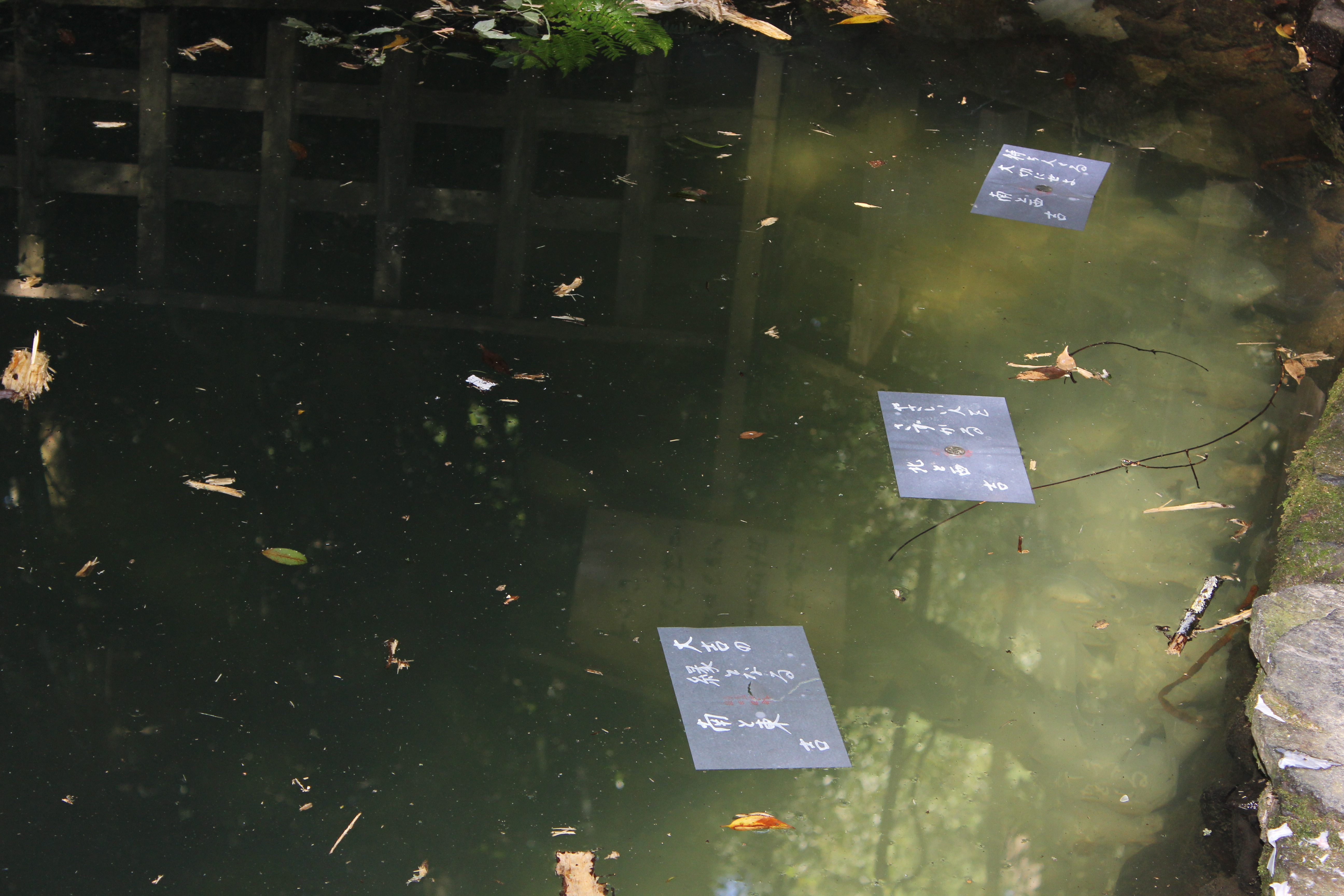
鏡の池。縁占いが行われている。

八重垣神社（やえがきじんじゃ）は、島根県松江市にある神社である。旧称佐久佐神社（さくさじんじゃ）。式内社（論社）で、旧社格は県社。意宇六社の一社。出雲國神仏霊場第十四番。素盞嗚尊と櫛稲田姫の故事から縁結びの神社として信仰を集める。

## 祭神
素盞嗚尊と櫛稲田姫を主祭神とし、大己貴命、および『出雲国風土記』意宇郡大草郷条で須佐乎命の子として記載される青幡佐久佐日古命（あおはたさくさひこ）を配祀する。

## 歴史
社伝によれば、素盞嗚尊が八岐大蛇を退治した後、「八雲立つ出雲八重垣妻込みに八重垣造る其の八重垣を」と詠んで櫛稲田姫との住居を構えたという須賀（現在の雲南市大東町須賀）の地（須我神社）に創建され、後に、青幡佐久佐日古命が祀られる佐久佐神社の境内に遷座したという。佐久佐神社という名前は延喜式神名帳に記載されているが、式内・佐久佐神社は当社の他、同市大草町の六所神社も論社となっている。元慶2年（878年）に正五位上の神階を授かった。佐草氏が神職として奉仕し、近世には八重垣大明神と称された。
明治5年（1872年）、八重垣神社は境内佐久佐神社を合祀して佐久佐神社を称し郷社に列格し、明治9年（1876年）に県社に昇格した。明治11年（1878年）に八重垣神社に改称した。昭和56年（1981年）に神社本庁の別表神社に加列された。

## 境内・施設
社殿後方には「奥の院」が鎮座し、「鏡の池」と呼ばれる神池や「夫婦杉」と呼ばれる2本の大杉、「連理玉椿」（夫婦椿）が3本ある。「鏡の池」は櫛稲田姫命が、スサノオノミコトに勧められ、この社でヤマタノオロチから身を隠している間、鏡代わりに姿を映したと伝えられるもので、良縁占い（銭占い）が行われる。社務所で売られている薄い半紙の中央に、小銭を乗せて池に浮かべると、お告げの文字が浮かぶという手法。紙が遠くの方へ流れていけば、遠くの人と縁があり、早く沈めば、早く縁づくといわれる。このため、軽い1円玉を使うのを避け、10円玉もしくは100円玉で占いを行う。また、紙の上をイモリが横切って泳いでいくと、大変な吉縁に恵まれるという。1970年代頃に、この「鏡の池」に賽銭泥棒が出没して以来、池の底には目の大きめな金網が張られるようになった。「連理玉椿」（夫婦椿）は、根本が２本で幹が１本に合体している。この椿は一心同体、愛の象徴として神聖視されている。
現在の社殿は本殿は江戸中期、拝殿は1964年に再建されたものである。
参拝所要時間はおよそ40分。

## 文化財

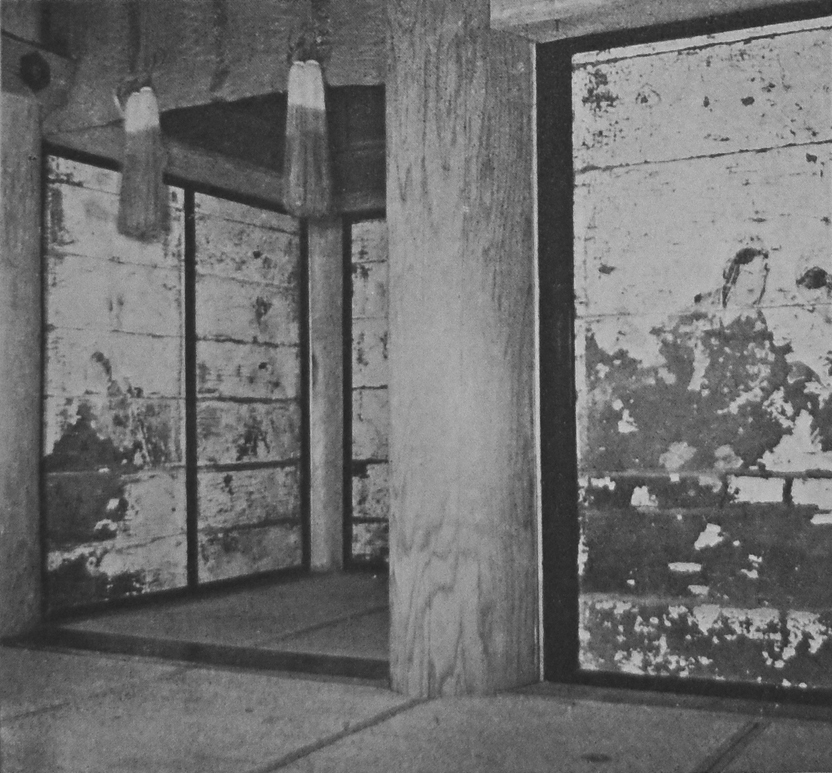
本殿板壁画

重要文化財
板絵著色神像（本殿板壁画）3面
社伝では寛平5年（893年）、巨勢金岡の作とするが、実際の制作年代については室町時代頃と推定されている。なお、神像の描かれている板壁は、年輪年代測定法により13世紀に伐採された杉材を使用していることが判明しており、壁画の制作もこの頃までさかのぼる可能性がある。

## 祭事
例祭日は10月20日である。
5月3日の身隠神事は、八岐大蛇退治の際に櫛稲田姫が奥の院に身を隠したという社伝に因むもので、本殿から奥の院の夫婦杉に向かって神輿による神幸行列が行われる。この行列を見ると良縁に恵まれるという言い伝えがある。12月15日に還幸祭が行われる。

## 交通
- 松江駅から市営バス63八重垣神社行きに乗車、約20分　八重垣神社下車後、バス停から徒歩すぐ
- パーキングは100台駐車可能

## 周辺
- 意宇川
- 島根県立八雲立つ風土記の丘
- 岡田山古墳
- 山代二子塚
- 出雲国府跡
- 神魂神社
- 真名井神社
- 六所神社

## ロケが行われたドラマ
- 砂時計（2007年、TBS）